# 外国人漁業の規制に関する法律
外国人漁業の規制に関する法律（がいこくじんぎょぎょうのきせいにかんするほうりつ、昭和42年7月14日法律第60号）は、領海における外国人の漁業規制、寄港の許可、漁獲物の転載の禁止に関する日本の法律である。通称は外国人漁業規制法、外規法。
日本の漁業の正常な秩序の維持に支障を生ずる恐れがある事態に対処するために、領海における外国人の漁業規制、寄港の許可、漁獲物の転載の禁止等を規定している。また犯人が所有や所持をする漁獲物等、船舶、漁具等を没収することができる。1967年（昭和42年）7月14日に公布された。

## 所管官庁
- 農林水産省輸出・国際局国際経済課
- 水産庁資源管理部漁業取締課[1]

## 罰則の強化
2014年（平成26年）に発生した中国漁船サンゴ密漁問題をきっかけに、第187回国会において「外国人漁業の規制に関する法律及び排他的経済水域における漁業等に関する主権的権利の行使等に関する法律の一部を改正する法律（平成26年11月27日号外法律第119号)が制定され、従前の罰則が強化され、違反した場合には3年以下の懲役若しくは3000万円以下の罰金が科せられる（従前は3年以下の懲役400万円以下の罰金）。また、漁業法で定められていた6ヶ月以下の懲役若しくは30万円以下の罰金となる立入検査忌避の罰則も、この改正法で新たに罰則が定められ、6ヶ月以下の懲役若しくは300万円以下の罰金に引き上げられた。これと同時に、外国人による排他的経済水域（EEZ）での漁業を定めた排他的経済水域における漁業等に関する主権的権利の行使等に関する法律（漁業主権法、EEZ漁業法）も改正され、同様に罰則が強化された。